# IceWM
IceWM is een windowmanager voor Unix-systemen met het X Window System. Het is door de Slovaak Marko Maček in C++ geschreven en uitgebracht onder de voorwaarden van de LGPL. Het is lichtgewicht: het gebruikt niet veel werkgeheugen en belast de processor (cpu) minimaal. Het komt met themapakketten die Windows 95, OS/2, Motif en andere grafische gebruikersomgevingen kunnen nabootsen.

## Doel en functionaliteit

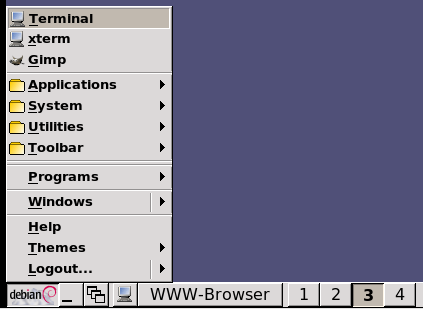
Het startmenu is ontworpen om te lijken op het Windows 95-startmenu

Het voornaamste doel van IceWM is een windowmanager te hebben die tegelijk goed aanvoelt maar ook weinig vraagt van de computer. IceWM kan ingesteld worden met gewone tekstbestanden die bewaard worden in de home-directory van de gebruiker. Dit maakt het makkelijk om instellingen aan te passen en te kopiëren. IceWM heeft een ingebouwde taakbalk in het menu en netwerk- en cpu-meters, een programma om e-mail te controleren en een instelbare klok. Officiële ondersteuning voor GNOME- en KDE-menu's is te downloaden als aparte pakketten. Ook bestaan er externe grafische programma's om de configuratie en menu's makkelijk aan te passen.